# Оточно језеро
Оточно језеро је језеро које према услову формирања водног биланса има отоке, и воду губи преко њих. Таква језера су карактеристична за области влажне и умерене климе. Међу најпознатија оточна језера убрајају се — Скадарско, Охридско, на Балкану и Ладога, Оњега, Бајкалско и друга у свету.